# 灵山街道 (淇县)
灵山街道，是中华人民共和国河南省鹤壁市淇县下辖的一个乡镇级行政单位。

## 行政区划
灵山街道下辖以下地区：
赵庄村、南四井村、北四井村、小滹沱村、大石岩村和凉水泉村。